# ノックス (バイクウェア)
ノックス（KNOX）は、1981年に創業したイギリスカンブリアのライディングプロテクションメーカー。背面プロテクターから始まり、現在ではモーターサイクル全般、モトクロス、マウンテンバイク、スノーボード、スキー、乗馬製品なども手掛けている。また自社ブランド以外にもバイクウェアのOEMとしてトライアンフ、ビクトリーなどにプロテクションを提供していることでも知られる。
バイク用製品の日本販売は株式会社JAPEXが取り扱っている。

## 歴史
1988年
当時ヨーロッパ初となる肩、肘、背中にプロテクションが標準装備されているジャケットを発売した。（プロテックエリートスーツ）
1995年
CE企画認定のボディーアーマーを発売。OEMとしても提供開始された。前会社名プロテックからノックスへと変更された。
1996年
初のCE認定背面プロテクター発売。
2004年
グローブ販売を開始。ノックスにとって最大のターニングポイントとなったSPSプロテクションシステムで特許取得（国際特許EP1594378）した。

## 製品の特徴
ノックスは現在グローブが主軸となるブランドとなっており、特許取得しているSPSが最大の特徴。
SPS（Scaphoid Protection System）は手のひら部分にある2つのプロテクターが転倒時路面に手を付いた時スライダーとして機能するシステム。ライダーと路面の速度差を少なくすることで、肩や腕に掛かる衝撃を緩和し圧迫骨折などを防ぐ技術である。

## 代表的なモデル
- ハンドロイド
- オルサシリーズ
- ハンブリー
- ハドリー
- コバート

## 主なライダー（過去に使用した人も含む）
- ワイン・ガードナー
- ミック・ドゥーハン